# Vänsjösjön
Vänsjösjön är en sjö i Kalmar kommun i Småland och ingår i Hagbyåns huvudavrinningsområde. Sjön har en area på 0,118 kvadratkilometer och ligger 84,1 meter över havet. Sjön avvattnas av vattendraget Svartabäcken. Vid provfiske har abborre, gädda, braxen, mört och sarv fångats i sjön.

## Delavrinningsområde
Vänsjösjön ingår i det delavrinningsområde (627368-150500) som SMHI kallar för Utloppet av Vänsjösjön. Medelhöjden är 86 meter över havet och ytan är 0,31 kvadratkilometer. Räknas de 5 avrinningsområdena uppströms in blir den ackumulerade arean 108,67 kvadratkilometer. Svartabäcken som avvattnar avrinningsområdet har biflödesordning 2, vilket innebär att vattnet flödar genom totalt 2 vattendrag innan det når havet efter 31 kilometer. Avrinningsområdet består mestadels av skog (54 %). Avrinningsområdet har 0,13 kvadratkilometer vattenytor vilket ger det en sjöprocent på 45 %.